# Lijst van voetbalinterlands Thailand - Verenigde Arabische Emiraten
Deze lijst van voetbalinterlands is een overzicht van alle officiële voetbalwedstrijden tussen de nationale teams van Thailand en de Verenigde Arabische Emiraten. De landen hebben tot op heden dertien keer tegen elkaar gespeeld. De eerste ontmoeting, een wedstrijd tijdens de Aziatische Spelen 1986, werd gespeeld in Daegu (Zuid-Korea) op 23 september 1986. Het laatste duel, een vriendschappelijke wedstrijd, vond plaats op 28 maart 2023 in Abu Dhabi.

## Wedstrijden
| №  | Plaats       | Datum             | Competitie                 | Wedstrijd                               | Uitslag |
| -- | ------------ | ----------------- | -------------------------- | --------------------------------------- | ------- |
| 1  | Daegu        | 23 september 1986 | Aziatische Spelen 1986     | Verenigde Arabische Emiraten − Thailand | 2 − 1   |
| 2  | Abu Dhabi    | 2 februari 1988   | Azië Cup 1988 kwalificatie | Verenigde Arabische Emiraten − Thailand | 3 − 0   |
| 3  | Tokio        | 13 april 1993     | WK 1994 kwalificatie       | Verenigde Arabische Emiraten − Thailand | 1 − 0   |
| 4  | Al Ain       | 30 april 1993     | WK 1994 kwalificatie       | Thailand − Verenigde Arabische Emiraten | 1 − 2   |
| 5  | Al Ain       | 18 februari 2004  | WK 2006 kwalificatie       | Verenigde Arabische Emiraten − Thailand | 1 − 0   |
| 6  | Bangkok      | 13 oktober 2004   | WK 2006 kwalificatie       | Thailand − Verenigde Arabische Emiraten | 3 − 0   |
| 7  | Bangkok      | 3 oktober 2007    | Vriendschappelijk          | Thailand − Verenigde Arabische Emiraten | 1 − 1   |
| 8  | Abu Dhabi    | 6 oktober 2016    | WK 2018 kwalificatie       | Verenigde Arabische Emiraten − Thailand | 3 − 1   |
| 9  | Bangkok      | 13 juni 2017      | WK 2018 kwalificatie       | Thailand − Verenigde Arabische Emiraten | 1 − 1   |
| 10 | Al Ain       | 14 januari 2019   | Azië Cup 2019              | Verenigde Arabische Emiraten − Thailand | 1 − 1   |
| 11 | Pathum Thani | 15 oktober 2019   | WK 2022 kwalificatie       | Thailand − Verenigde Arabische Emiraten | 2 − 1   |
| 12 | Dubai        | 7 juni 2021       | WK 2022 kwalificatie       | Verenigde Arabische Emiraten − Thailand | 3 − 1   |
| 13 | Abu Dhabi    | 28 maart 2023     | Vriendschappelijk          | Verenigde Arabische Emiraten − Thailand | 2 − 0   |

## Samenvatting
| Competitie            | Totaal gespeeld | Winst Thailand | Gelijk | Winst V.A.E. | Doelsaldo Thailand – V.A.E. |
| --------------------- | --------------- | -------------- | ------ | ------------ | --------------------------- |
| WK-kwalificatie       | 8               | 2              | 1      | 5            | 9 − 12                      |
| Azië Cup              | 1               | 0              | 1      | 0            | 1 − 1                       |
| Azië Cup-kwalificatie | 1               | 0              | 0      | 1            | 0 − 3                       |
| Aziatische Spelen     | 1               | 0              | 0      | 1            | 1 − 2                       |
| Vriendschappelijk     | 2               | 0              | 1      | 1            | 1 − 3                       |
| Totaal                | 13              | 2              | 3      | 8            | 12 − 21                     |

FAT · A-internationals · Bondscoaches · Statistieken · Thais vrouwenelftal · Thailand U21 · Thailand U20 · Thailand U19 · Thailand U18 · Thailand U17
1950 – 1959 · 
1960 – 1969 · 
1970 – 1979 · 
1980 – 1989 · 
1990 – 1999 · 
2000 – 2009 · 
2010 – 2019 ·
2020 − 2029
Asian Cup 1972 ·
Asian Cup 1992 · 
Asian Cup 1996 · 
Asian Cup 2000 · 
Asian Cup 2004 · 
Asian Cup 2007
OS 1956 · 
OS 1968
1956 · 
1957 · 
1958 · 
1959 · 
1960 · 
1961 · 
1962 · 
1963 · 
1964 · 
1965 · 
1966 · 
1967 · 
1968 · 
1969 · 
1970 · 
1971 · 
1972 · 
1973 · 
1974 · 
1975 · 
1976 · 
1977 · 
1978 · 
1979 · 
1980 · 
1981 · 
1982 · 
1983 · 
1984 · 
1985 · 
1986 · 
1987 · 
1988 · 
1989 · 
1990 · 
1991 · 
1992 · 
1993 · 
1994 · 
1995 · 
1996 · 
1997 · 
1998 · 
1999 · 
2000 · 
2001 · 
2002 · 
2003 · 
2004 · 
2005 · 
2006 · 
2007 · 
2008 · 
2009 · 
2010 · 
2011 · 
2012 · 
2013 ·
2014 ·
2015 ·
2016 ·
2017 ·
2018 ·
2019 ·
2020 ·
2021 ·
2022 ·
2023
Afghanistan ·
Australië ·
Bahrein ·
Bangladesh ·
Bhutan ·
Brazilië ·
Brunei ·
Bulgarije ·
Cambodja ·
China ·
Congo-Brazzaville ·
Denemarken ·
Duitsland ·
Egypte ·
Estland ·
Faeröer ·
Filipijnen ·
Finland ·
Gabon ·
Georgië ·
Ghana ·
Hongkong ·
India ·
Indonesië ·
Irak ·
Iran ·
Israël ·
Japan ·
Jemen ·
Jordanië ·
Kameroen · 
Kazachstan ·
Kenia ·
Kirgizië ·
Koeweit ·
Laos ·
Letland ·
Libanon ·
Liberia ·
Libië ·
Liechtenstein ·
Luxemburg ·
Macau ·
Malediven ·
Maleisië ·
Malta ·
Marokko ·
Myanmar ·
Nederland ·
Nepal ·
Nieuw-Zeeland ·
Nigeria ·
Noord-Ierland ·
Noord-Korea ·
Noorwegen ·
Oezbekistan ·
Oman ·
Oost-Timor ·
Pakistan ·
Palestina ·
Papoea-Nieuw-Guinea ·
Polen ·
Qatar ·
Saoedi-Arabië ·
Singapore ·
Slowakije ·
Sri Lanka ·
Suriname ·
Syrië ·
Taiwan ·
Tadzjikistan ·
Trinidad en Tobago ·
Turkmenistan ·
Uruguay ·
Verenigde Arabische Emiraten ·
Verenigde Staten ·
Vietnam ·
Zuid-Afrika ·
Zuid-Korea ·
Zuid-Vietnam ·
Zweden
UAEFA · A-internationals · Bondscoaches · Statistieken · Olympisch elftal · Vrouwenelftal van de Verenigde Arabische Emiraten · VA Emiraten U21 · VA Emiraten U19 · VA Emiraten U17
1972 – 1979 ·
1980 – 1989 ·
1990 – 1999 ·
2000 – 2009 ·
2010 – 2019 ·
2020 − 2029
OS 2012
Algerije ·
Andorra ·
Angola ·
Argentinië ·
Armenië ·
Australië ·
Azerbeidzjan ·
Bahrein ·
Bangladesh ·
Benin ·
Bolivia ·
Brazilië ·
Brunei ·
Bulgarije ·
Chili ·
China ·
Colombia ·
Costa Rica ·
Denemarken ·
Dominicaanse Republiek ·
Duitsland ·
Egypte ·
Estland ·
Filipijnen ·
Finland ·
Gabon ·
Gambia ·
Georgië ·
Haïti ·
Honduras ·
Hongarije ·
Hongkong ·
IJsland ·
India ·
Indonesië ·
Irak ·
Iran ·
Japan ·
Jemen ·
Joegoslavië ·
Jordanië ·
Kazachstan ·
Kenia ·
Kirgizië ·
Koeweit ·
Laos ·
Libanon ·
Libië ·
Litouwen ·
Maleisië ·
Malta ·
Marokko ·
Mauritanië ·
Moldavië ·
Myanmar ·
Nepal ·
Nieuw-Zeeland ·
Noord-Korea ·
Noorwegen ·
Oekraïne ·
Oezbekistan ·
Oman ·
Oost-Timor ·
Pakistan ·
Palestina ·
Paraguay ·
Peru ·
Polen ·
Qatar ·
Roemenië ·
Rusland ·
Saoedi-Arabië ·
Senegal ·
Singapore ·
Slovenië ·
Slowakije ·
Soedan ·
Sri Lanka ·
Syrië ·
Tadzjikistan ·
Thailand ·
Togo ·
Trinidad en Tobago ·
Tsjechië ·
Tunesië ·
Turkmenistan ·
Uruguay ·
Venezuela ·
Vietnam ·
Wit-Rusland ·
Zuid-Afrika ·
Zuid-Korea ·
Zweden ·
Zwitserland